# Rudolf Prukner
Rudolf Prukner (* 30. května 1933) byl český a československý politik Komunistické strany Československa a poslanec Sněmovny národů Federálního shromáždění za normalizace.

## Biografie
K roku 1971 se profesně uvádí jako montér. K roku 1976 jako předseda výboru KSČ na staveništi.
Ve volbách roku 1971 zasedl do české části Sněmovny národů (volební obvod č. 12 - Mělník, Středočeský kraj). Mandát obhájil ve volbách roku 1976 (obvod Mělník) a volbách roku 1981 (obvod Mělník). Ve FS setrval do konce funkčního období, tedy do voleb roku 1986.